# Joshua Chamberlain
Joshua Lawrence Chamberlain (Brewer (Maine), 8 september 1828 – Portland (Maine), 24 februari 1914) was een Amerikaans militair die zich als vrijwilliger aanmeldde bij het leger aan het begin van de Amerikaanse Burgeroorlog en uiteindelijk de rang van brigadegeneraal behaalde.
Chamberlain maakte deel uit van het 20th Maine Regiment in het Army of the Potomac waar hij bij de Slag bij Fredericksburg vocht. Tijdens de Slag bij Gettysburg was Chamberlain met zijn regiment van belang bij de verdediging van Little Round Top aan de linkerflank van de Uniefrontlijn. Ondanks groot gebrek aan munitie sloeg hij een aanval van de Geconfedereerde troepen onder leiding van William C. Oates af en zijn manschappen maakten vele vijanden krijgsgevangen. Hij kreeg voor bewezen moed de Medal of Honor toegekend.
Tijdens het Beleg van Petersburg raakte Chamberlain zwaargewond, maar hij overleefde tegen de verwachting in. Bij de overgave van generaal Robert E. Lee te Appomattox Court House in april 1865 nam Chamberlain een parade af van de langstrekkende Geconfedereerde troepen tijdens de overgaveceremonie. Chamberlain liet zijn manschappen uit respect voor de verslagen vijand een saluut brengen. Chamberlain schreef na de oorlog zijn memoires getiteld: The Passing of the Armies.
Na afloop van de oorlog keerde hij terug naar zijn thuisstaat Maine; hij was vier jaar lang gouverneur van de staat. Hij overleed op 85-jarige leeftijd in Portland.

## Militaire loopbaan
- Lieutenant Colonel: 8 augustus 1862
- Colonel: 20 mei 1863
- Brigadier General: 18 juni 1864
- Brevet Major General 29 maart 1865

## Decoraties
- Medal of Honor op 11 augustus 1893[1]

- Gemeinsame Normdatei: 119102455
- International Standard Name Identifier: 0000 0000 8388 1165
- Library of Congress Control Number: n79027161
- National Archives and Records Administration: 119231613
- Nationale Bibliotheek van Israël: 987007276519705171
- Nederlandse Thesaurus van Auteursnamen: 240920775
- SNAC: w6m90vfp
- Système universitaire de documentation: 132650436
- Virtual International Authority File: 62350909
- WorldCat: E39PBJj8RPRqfkj9rykckFMkjC